# Primera Liga de Croacia 2010-11
La Prva HNL 2010-11, fue la vigésima edición de la Primera División de Croacia, desde su establecimiento en 1992. El torneo dio inicio el 23 de julio de 2010 y finalizó el 21 de mayo de 2011. El Dinamo Zagreb se coronó campeón por sexta temporada consecutiva, conquistando su 13º título de Liga en la historia del club.
Para esta temporada se mantuvo el número de clubes en 16, los dos clubes descendidos la temporada anterior el Međimurje Čakovec y el Croatia Sesvete fueron sustituidos para esta edición por dos clubes provenientes de la 2. HNL el RNK Split y el Hrvatski Dragovoljac, se jugaron dos ruedas con un total de 30 partidos a disputar por club.

## Participantes
| Club                 | Ciudad     | Estadio                  | Capacidad |
| -------------------- | ---------- | ------------------------ | --------- |
| Cibalia              | Vinkovci   | Stadion Cibalia          | 9,920     |
| RNK Split            | Split      | Stadion Park Mladeži     | 4,100     |
| Inter Zaprešić       | Zaprešić   | Stadion ŠRC Zaprešić     | 4,528     |
| NK Zagreb            | Zagreb     | Stadion Kranjčevićeva    | 8,850     |
| NK Lokomotiva Zagreb | Zagreb     | Stadion Maksimir         | 37,168    |
| HNK Rijeka           | Rijeka     | Stadion Kantrida         | 10,275    |
| HNK Hajduk Split     | Split      | Stadion Poljud           | 35,000    |
| Varteks Varaždin     | Varaždin   | Stadion Anđelko Herjavec | 10,800    |
| Dinamo Zagreb        | Zagreb     | Stadion Maksimir         | 37,168    |
| NK Osijek            | Osijek     | Stadion Gradski vrt      | 19,500    |
| NK Slaven Belupo     | Koprivnica | Gradski stadion          | 4,000     |
| HNK Šibenik          | Šibenik    | Stadion Šubićevac        | 8,000     |
| NK Zadar             | Zadar      | Stadion Stanovi          | 5,860     |
| NK Karlovac          | Karlovac   | Branko Čavlović-Čavlek   | 12,000    |
| Hrvatski Dragovoljac | Zagreb     | NSC Stjepan Spajić       | 5,000     |
| Istra 1961           | Pula       | Stadion Veruda           | 3,000     |

## Clasificación final
|     |     | Equipo                   | PJ | PG | PE | PP | GF | GC | DG  | PTS |
| --- | --- | ------------------------ | -- | -- | -- | -- | -- | -- | --- | --- |
|     | 1.  | Croacia Zagreb           | 30 | 22 | 6  | 2  | 52 | 12 | +40 | 72  |
| UEL | 2.  | Hajduk Split             | 30 | 16 | 7  | 7  | 54 | 32 | +22 | 55  |
| UEL | 3.  | RNK Split (A)            | 30 | 16 | 5  | 9  | 38 | 22 | +16 | 53  |
|     | 4.  | Cibalia Vinkovci         | 30 | 12 | 8  | 10 | 33 | 24 | +9  | 44  |
|     | 5.  | Inter Zaprešic           | 30 | 12 | 6  | 12 | 31 | 35 | -4  | 42  |
|     | 6.  | NK Karlovac              | 30 | 11 | 8  | 11 | 25 | 27 | -2  | 41  |
|     | 7.  | Slaven Belupo            | 30 | 10 | 10 | 10 | 34 | 30 | +4  | 40  |
|     | 8.  | NK Osijek                | 30 | 9  | 12 | 9  | 31 | 29 | +2  | 39  |
|     | 9.  | HNK Rijeka               | 30 | 9  | 12 | 9  | 29 | 35 | -6  | 39  |
|     | 10. | NK Zadar                 | 30 | 11 | 5  | 14 | 31 | 34 | -3  | 38  |
| UEL | 11. | NK Varaždin              | 30 | 9  | 9  | 12 | 32 | 38 | -6  | 36  |
|     | 12. | NK Zagreb                | 30 | 9  | 8  | 13 | 32 | 39 | -7  | 35  |
|     | 13. | HNK Šibenik              | 30 | 8  | 11 | 11 | 37 | 38 | -1  | 35  |
|     | 14. | Lokomotiva Zagreb        | 30 | 8  | 9  | 13 | 24 | 37 | -7  | 33  |
|     | 15. | NK Istra 1961            | 30 | 9  | 4  | 17 | 24 | 44 | -20 | 31  |
|     | 16. | Hrvatski Dragovoljac (A) | 30 | 5  | 8  | 17 | 24 | 55 | -31 | 23  |

- (A) : Ascendido la temporada anterior.

| UCL | Campeón y clasifica a la Liga de Campeones de la UEFA 2011-12. |
| UEL | Clasificación a la Liga Europea de la UEFA 2011-12.            |
|     | Descenso a Druga HNL 2011-12.                                  |

## Máximos Goleadores
| Jugador           | Club              | Goles |
| ----------------- | ----------------- | ----- |
| Ivan Krstanović   | Zagreb            | 19    |
| Ante Vukušić      | Hajduk Split      | 14    |
| Mehmed Alispahić  | HNK Šibenik       | 11    |
| Nino Bule         | Lokomotiva Zagreb | 11    |
| Dino Kresinger    | Cibalia Vinkovci  | 11    |
| Sammir            | Dinamo Zagreb     | 10    |
| Ivan Santini      | NK Zadar          | 10    |
| Mladen Bartolović | Cibalia           | 8     |
| Fatos Bećiraj     | Dinamo Zagreb     | 8     |
| Leon Benko        | Slaven Belupo     | 8     |

- Actualizado al 21 mayo de  2011; Fuente: Prva-HNL